# Aeroporto Internacional de Pafos
Aeroporto Internacional de Pafos (em grego:  Διεθνής Αερολιμένας Πάφου; em turco:  Baf Uluslararası Havaalanı) (IATA: PFO, ICAO: LCPH) é um aeroporto público civil-militar localizado 6,5 km a sudeste da cidade de Pafos, no Chipre. É o segundo maior aeroporto do país, depois do Aeroporto Internacional de Lárnaca. O Aeroporto de Pafos é comumente usado por turistas em férias no Chipre ocidental e fornece acesso a pontos turísticos populares, tais como a Baía Coral, Limassol (cerca de 50 km ao sudeste) e a própria Pafos.